# NEVER END (アルバム)
『NEVER END』（ネバー・エンド）は、ASKAの3枚目のオリジナル・アルバムでもあり、本作の3曲目の楽曲でもある。1995年2月27日に発売された。発売元は東芝EMI。
2001年6月20日に再発売されている。

## 背景
前作『SCENE II』からおよそ4年ぶりとなるソロ・アルバム。
これまでの『SCENE』シリーズにあった提供曲のセルフカバーは本作では収録されていないが、チャゲ&飛鳥（現：CHAGE and ASKA）の楽曲のセルフカバーと、沢田研二のカバー曲が収録されている。

## 批評
ASKAは、2019年の時に過去の作品を振り返って「アルバムを作る度に『これは最高傑作です』と言い続けてきたが、その中でも本作は出来が良かった」と評価している。
オリコンアルバムチャートで初登場1位を獲得する。

## 収録曲
| #         | タイトル                         | 作詞      | 作曲                  | 編曲                    | 時間  |
| --------- | -------------------------------- | --------- | --------------------- | ----------------------- | ----- |
| 1.        | 「晴天を誉めるなら夕暮れを待て」 | 飛鳥涼    | 飛鳥涼                | 十川知司                | 5:47  |
| 2.        | 「HELLO」                        | 飛鳥涼    | 飛鳥涼                | 武部聡志                | 6:07  |
| 3.        | 「NEVER END」                    | 飛鳥涼    | 飛鳥涼、Kevin Gilbert | Kevin Gilbert、澤近泰輔 | 4:46  |
| 4.        | 「you & me」(ASKA & 黒田有紀)    | 飛鳥涼    | 飛鳥涼                | 飛鳥涼、十川知司        | 5:32  |
| 5.        | 「I'm busy」                     | 飛鳥涼    | 飛鳥涼                | 十川知司                | 5:54  |
| 6.        | 「どうってことないさ」           | 飛鳥涼    | 飛鳥涼                | 松本晃彦                | 5:32  |
| 7.        | 「next door」                    | 飛鳥涼    | 飛鳥涼                | 井上鑑                  | 6:21  |
| 8.        | 「オンリー ロンリー」            | 飛鳥涼    | 飛鳥涼                | 十川知司                | 5:10  |
| 9.        | 「はるかな国から」               | 飛鳥涼    | 飛鳥涼                | 澤近泰輔                | 5:47  |
| 10.       | 「君をのせて」                   | 岩谷時子  | 宮川泰                | 井上鑑                  | 4:38  |
| 11.       | 「月が近づけば少しはましだろう」 | 飛鳥涼    | 飛鳥涼                | 十川知司                | 6:31  |
| 合計時間: | 合計時間:                        | 合計時間: | 合計時間:             | 合計時間:               | 62:05 |

## 楽曲解説
※コメントは、『NEVER END』 Official Web Site を参照
1. 晴天を誉めるなら夕暮れを待て
1995年1月1日発売のシングル。特に記載はないが、シングルよりも演奏時間が長くなっている。
その違いとは、まずイントロがシングルの時よりも長くなっている。次に、アウトロはシングルではフェードアウトで終わるが、アルバムではカットアウトで終わり、雑踏の音によって次の曲「HELLO」と繋がった構成になっている。
ベスト・アルバム『ASKA the BEST Selection 1988-1998』には本作のバージョンで収録されている[3]。
2. HELLO
テレビ朝日系情報番組『ニュースステーション』天気予報コーナーのテーマソング。
アレンジは、以前から仕事をしましょうと話していた武部聡志にお願いした。
3. NEVER END
アメリカのミュージシャン、ケヴィン・ギルバートとのコラボレーションで作られた楽曲。
ASKAがロサンゼルスに渡り、共同作業で制作された。
4. you & me
黒田有紀とデュエットで歌われている。
今回のアルバムで最後に制作された楽曲である。
5. I'm busy
シングル候補にもなった楽曲。
当時の状況や忙しさを、ユニークに描いてみたかったという。
ラストのサビ前に、ブックレットに記載されている散文詩「いつかは笑えてるさ」の詩が、途中まで歌われているのを聴くことができる。
6. どうってことないさ
男の気持ちの揺れみたいなものを表現してみたいなと思って書いた楽曲だという。
7. next door
到達されなかったふたりの恋を歌った楽曲。別れた後でも相手の生活を思いやるし、自分の気持ちが続いていることを知るもんだという事をテーマにした歌。
8. オンリー ロンリー
シングル「晴天を誉めるなら夕暮れを待て」のカップリング曲。チャゲ&飛鳥の1985年の曲「オンリー・ロンリー」のセルフカバーでもある。
9. はるかな国から
少年の自殺報道に対する疑問や、自殺そのものについて思ったことを歌った楽曲。
10. 君をのせて
1971年に発表された沢田研二のソロ曲「君をのせて - MY BOAT FOR YOU -」のカバー。
11. 月が近づけば少しはましだろう
ASKAは具体例こそ挙げてはいないが、生きていく上で誰もが経験し、誰もが思っていることを表した楽曲になっているという。
ファンの間で人気が高い楽曲で、2012年発売のMOOK本『ぴあ&ASKA』発行の際にweb上で募ったアンケートでは、ASKAのソロ曲で一番好きな楽曲第1位にランクインした[4]。
2010年に発売のセルフカバー・アルバム『12』にこの曲のリメイク音源が収録されている。

## 参加ミュージシャン
| 晴天を誉めるなら夕暮れを待て - Drums：長谷部徹 - Bass：美久月千晴 - Electric Guitar：鎌田ジョージ - Acoustic Piano：重実徹 - Synthesizer Sound Designers：森達彦、山岡広司、十川知司 HELLO - Strings：加藤ジョーストリングス - Acoustic Guitar：鈴川真樹 - Acoustic Piano & Keyboards：武部聡志 - Synthesizer Sound Designer：大竹徹夫 - Chorus：宇佐元恭一 NEVER END - Cymbals：吉田佳史 - Acoustic Guitar：笛吹利明 - Acoustic Piano：倉田信雄 - Synthesizer Sound Designer：石川鉄男 - Keyboards：澤近泰輔 you & me - Electric Guitar & Acoustic Guitar：角田順 - Acoustic Piano：倉田信雄 - Synthesizer Sound Designers：森達彦、山岡広司 - Keyboards：十川知司 - Chorus：宇佐元恭一 I'm busy - Drums：山木秀夫 - Bass, Cello & Ukulele：渡辺等 - Percussion：三沢またろう - Synthesizer Sound Designer：中山信彦 - Keyboards：十川知司 - Chorus：Amy & Debbie | どうってことないさ - Electric Guitar：鈴川真樹 - Synthesizer Sound Designer：大竹徹夫 - Keyboards：松本晃彦 next door - Drums：江口信夫 - Bass：John Giblin - Electric Guitar：鈴川真樹 - Acoustic Piano, Keyboards & Synthesizer Sound Designer：井上鑑 - Trumpet：数原晋 オンリー ロンリー - Electric Guitar：今剛 - Acoustic Piano & Keyboards：十川知司 - Synthesizer Sound Designers：森達彦、山岡広司 - Chorus：河合夕子、中林たら はるかな国から - Drums：山木秀夫 - Bass：高水健司 - Electric Guitar & Acoustic Guitar：角田順 - Electric Guitar：鈴川真樹 - Synthesizer Sound Designer：迫田到 - Keyboards：澤近泰輔 - Chorus：中林たら、黒田有紀 君をのせて - Bass：高水健司 - Electric Guitar & Acoustic Guitar：松原正樹 - Synthesizer Sound Designer & Keyboards：井上鑑 月が近づけば少しはましだろう - Drums：江口信夫 - Bass：美久月千晴 - Acoustic Guitar：角田順 - Electric Guitar & Acoustic Guitar：鎌田ジョージ - Acoustic Piano & Organ：重実徹 - Synthesizer Sound Designer：中山信彦 - Keyboards：十川知司 - Chorus：浅井ひろみ |

## 映像関連

### ミュージック・ビデオ
- 「晴天を誉めるなら夕暮れを待て」 - YouTube
- 「月が近づけば少しはましだろう」 - YouTube

### ライブ映像
既発曲のライブ映像に関しては、各収録作品のページを参照のこと。
- 「月が近づけば少しはましだろう (Live at ASKA SYMPHONIC CONCERT TOUR 2008 "SCENE")」 - YouTube